# Brancaleone (nome)
Brancaleone  è un nome proprio di persona italiano maschile.

## Varianti
- Ipocoristici: Branca[2]

### Varianti in altre lingue
- Latino: Brancaleo[1]

## Origine e diffusione
È un nome ormai in disuso, composto dai termini "branca" (voce del verbo "brancare", che vuol dire "afferrare", "prendere", "acciuffare") e "leone", quindi "colui che afferra i leoni".
Va notato che la forma tronca "Branca" è condivisa anche con il nome Pancrazio. È diffuso in varie Regioni d'Italia anche come cognome nobiliare italiano, anche nella forma "Brancaleoni".

## Onomastico
L'onomastico ricorre il 1º novembre, giorno di Ognissanti, poiché nessun santo ha portato il nome Brancaleone, che quindi è adespota.

## Persone
- Brancaleone degli Andalò, nobile italiano, senatore di Roma
- Brancaleone Doria, nobile italiano, marito di Eleonora d'Arborea

### Variante Branca
- Branca Doria, membro della famiglia Doria, citato nella Divina Commedia (Inferno)

## Il nome nelle arti
- Brancaleone da Norcia è il personaggio principale dei film di Mario Monicelli L'armata Brancaleone e Brancaleone alle Crociate.